# ویلانترول
ویلانترول (انگلیسی: Vilanterol) یک آگونیست گیرنده آدرنرژیک β2 با اثر فوق‌العاده طولانی (ultra-LABA) است که در می ۲۰۱۳ میلادی در ترکیب با فلوتیکازون فوروات برای فروش به‌عنوان Breo Ellipta توسط گلاکسواسمیت‌کلاین برای درمان بیماری انسدادی مزمن ریوی تأیید شد. این ترکیب دارویی همچنین برای درمان آسم در اروپا، ژاپن و نیوزیلند تایید شده است.